# Слово про закон і благодать
«Сло́во про зако́н і благода́ть» — перша пам'ятка давньо-руського (давньо-українського) ораторського мистецтва. Найдавніша пам'ятка оригінальної літератури Київської Русі, богословський трактат ХІ століття. Написаний в 1037–1050 роках, правдоподібно київським священником (пізніше митрополитом) Іларіоном. У пам'ятці зафіксовані типові риси української мови.
Стверджує самостійність Руської держави і церкви, заперечує повноваження Візантії щодо Києва. «Слово» підкреслює протилежність «закону» (давньої юдейської релігії) і «благодаті» (нової — християнської). «Закон» — це холод, морок і рабство, а «благодать» — тепло, осяяність і свобода. Так, колись і «земля наша» була порожня і висохла, аж доки «від краю до краю» не напоїло її євангельське джерело. Хрещення Києва — наслідок божеського піклування про Русь, це вияв, що Русь не є гірша від інших (Візантії) країн.
Автор «Слова» не тільки представник політичних прямувань тогочасної Русі, але й талановитий письменник-промовець, що надав твору стрункої композиції, пишноти стилістичного оформлення та ритмічності вислову. «Слово» було призначене для «вибраних» слухачів. Це не перешкодило популярності «Слова», що його часто переписували і використовували, наприклад, у хвалі Володимиру Васильковичу, у Волинському літописі. Ним користався у другій половині XIII ст. сербський письменник, чернець Доментіян, пишучи про Симеона, Саву Сербських і Микиту Сергійовича.

## Повна назва
Про Закон, Мойсеєм даний,
і про Благодать та Істину, в Ісусі Христі втілених,
і як закон відійшов,
і як Благодать та Істина всю землю наповнили,
і віра на всі народи розпростерлася,
і до нашого народу руського;
і похвала кагану нашому Володимиру, за якого ми охрещені були,
і молитва до Бога від усієї землі нашої.
Господи благослови, Отче!

## Структура
Твір ділиться на 4 частини:
у 1-й світова історія показана як історія Спасіння, яка рухається від обмеженості юдейського Закону до християнської Благодаті — визволительки всього людства;
у 2-й частині стверджується, що й нещодавно охрещений руський народ нарешті долучився до Благодаті Божої;
3-тя частина прославляє «кагана нашого» Володимира Святославича — володаря, котрий хрестив країну і за цей подвиг заслуговує церковного вшанування, яке гарантує йому вічну пам'ять;
4-та частина — це молитва про Благодать Божу та зміцнення у вірі. Деякі дослідники вважають, що назва «Слово про Закон і Благодать» стосується лише перших двох (або перших трьох) частин, а решта — це окремі твори, які згодом були об'єднані.
Центральну частину «Слова» становить похвала князю Володимирові і його предкам, бо не у невідомій країні панують вони, але у Руській, знаній і чутній у всіх чотирьох кінцях світу. Сам Володимир, з потойбічного світу, піклується своєю землею, щоб її оминули «війни і полон, голод і усяка скорбота». На думку дослідника руської писемності Сергія Висоцького: «Головна ідея твору — довести, що християнство на Русі було прийнято завдяки мудрості та розуму Володимира Святославича, а не під впливом та тиском іззовні».
Твір закінчується Молитвою та Визнанням віри.
Молю Тебе, о Владико, Царю і Боже наш, високий і славний Чоловіколюбче, нагороджуючи за труд, славу і честь, і навертаючи в прихильників Царства свого, благим будучи, пом’яни і нас, убогих твоїх, бо ім’я Твоє — Чоловіколюбець!
Хоча й справ добрих не маємо, та, заради милості Твоєї великої, спаси нас, бо ми люди Твої, вівці пастви Твоєї і отара, яку віднедавна почав Ти пасти, вирвав із згуби ідолослужіння. Пастирю добрий, що поклав душу за овець своїх, не залишай нас, оскільки і досі блукаємо, не отвергай нас, оскільки і досі согрішаємо перед Тобою, подібно новопридбаним рабам, які ні в чому не здатні догодити своєму панові. Не погнушайся стада малого, а скажи до нас: «Не бійся, черідко мала! Бо благоволить Отець ваш небесний дати вам царство!» (Лк 12:32).
Багатий милістю і благий щедротами обіцявся приймати тих, що розкаються, і, очікуючи навернення грішних, не пом’яни многих гріхів наших, прийми нас, звертаємося до Тебе, загладь записані гріхи наші, потамуй гнів, яким Тебе розгнівили, Чоловіколюбче! Тибо єси Господь, Владика і Творець, у владі Твоїй — жити нам чи умерти. Упокорь милостиво гнів, який заслужили ми ділами нашими, відведи від нас спокуси, бо ми земля лише і порох, і не чини суд над рабами своїми. Ми люди Твої, Тебе шукаємо, до Тебе припадаємо, Тебе молимо: нагрішили і зла накоїли, не дотрималися і не зробили, як Ти нам заповідав. Земними будучи, до земних прихилилися і лукавство чинили перед лицем слави Твоєї. Похотям тілесним віддалися, стали рабами гріха і печалей житейських, були втікачами від свого володаря, убогими на добрі діла, окаянними у житті злому.
Каємось, просимо, молимо! Каємося за наші злі діла, просимо: хай страх перед Тобою вселиться в серця наші! Молимо: на страшному суді помилуй нас! Спаси нас, вияви щедрість, доглянь, відвідай, змилосердся, помилуй, бо Твої єсьмо. Твоє творіння, Твоєї руки діло. Коли ж беззаконня чиє побачиш, Господи Боже, хто вистоїть? А коли воздаси кожному по ділах його, то хто спасеться? Від Тебе прощення, від Тебе милість і рятунок великий. І душі наші в руці Твоїй, і подих наш — з волі Твоєї! Відтоді, як доброзичливо доглядаєш нас, — благоденствуємо, коли ж глянеш у гніві, — щезнемо як вранішня роса, бо не втримається порох перед бурею, а ми перед гнівом Твоїм. Але як творіння Твоє, у Творця свого милості просимо: «Помилуй нас, Боже, з великої милості Твоєї» (Пс 51:3), бо все добре — від Тебе на нас, а все неправедне — від нас до Тебе, бо всі ухилялись, всі разом — негідні! Жодного нема серед нас, щоб про небесне старався і жив ним, але всі про земне, всі про печалі житейські, бо збідніла земля на праведників (Пс 12:2) і не тому, що Ти залишив і злегковажив нас, але тому, що ми не шукаємо Тебе, а про видиме стараємось. А тому боїмося, що вчиниш із нами, як в Єрусалимі з тими, що залишили Тебе і не пішли Твоїм шляхом. Але не вчити з нами, як із ними. За діла наші, а не за гріхи воздай нам. Але терпи нас, і ще довго терпи. Зупини вогонь гніву Свого, направлений на нас, рабів Твоїх, сам навертай нас на істину Твою, навчай нас творити волю Твою, бо Ти єси Бог наш, а ми — народ Твій, частка Твоя, Твоє надбання. Не здіймаємо-бо рук наших до бога чужого, не пішли за якимось ложним пророком, ані єретичного вчення не сповідуємо, але до Тебе, правдивого Бога, волаєм, і до Тебе, на небесах сущого, очі наші возводимо, до Тебе руки наші здіймаємо, Тобі молимося.
Одпусти гріхи нам, бо Ти добрий Чоловіколюбець! Помилуй нас, бо Ти закликаєш грішників до покаяння! І на страшному Твоєму суді не переч стояти нам одесную Тебе і зроби нас учасниками благословення праведників.
І допоки стоятиме світ, не допускай на нас напасті спокуси, не віддай нас у руки чужинців, щоб не прозвався город Твій городом невільників, а стадо Твоє — зайдами в землі не своїй, і хай не скажуть інші країни: «Де Бог їхній?» (Пс 76:10).
Не ввергни нас у скорботу і голод і не допусти даремних жертв, вогню, потопу, хай не зневіряться нетверді вірою! Менше карай, а щедро милуй, легко вражай, а милостиво ізціляй; трохи опечаль і швидко звесели, бо не знесе наше єство тривалого гніву Твого, як стеблина вогню.
Але стримай гнів, змилосердься, бо Тобі належить помилувати й спасти. Тож продовж милість Твою на людей Твоїх: тих, що йдуть раттю, прожени, мир утверди, ворожі країни усмири, голод поверни в достаток, князями нашими постраши сусідні країни, боярам пошли мудрості, городи умнож, церкву Твою плекай — багатство своє бережи. Мужів, і жон їхніх, і дітей спаси. Сущих у рабстві, в полоні, в ув’язненні, в путах, у плаванні, в темниці, у голоді й спразі, в наготі, — всіх помилуй, усіх потіш, усіх обрадуй, сотвори їм радість і тілесну і душевну. Молитвами й моліннями пречистої Матері Твоєї і святих небесних сил, і предтечі Твого Іоанна Хрестителя, апостолів, пророків, мучеників, преподобних, молитвами усіх святих — змилосердься над нами і помилуй нас! Хай милістю Твоєю пастимося в єдності віри разом, весело і радісно!

## Текст твору

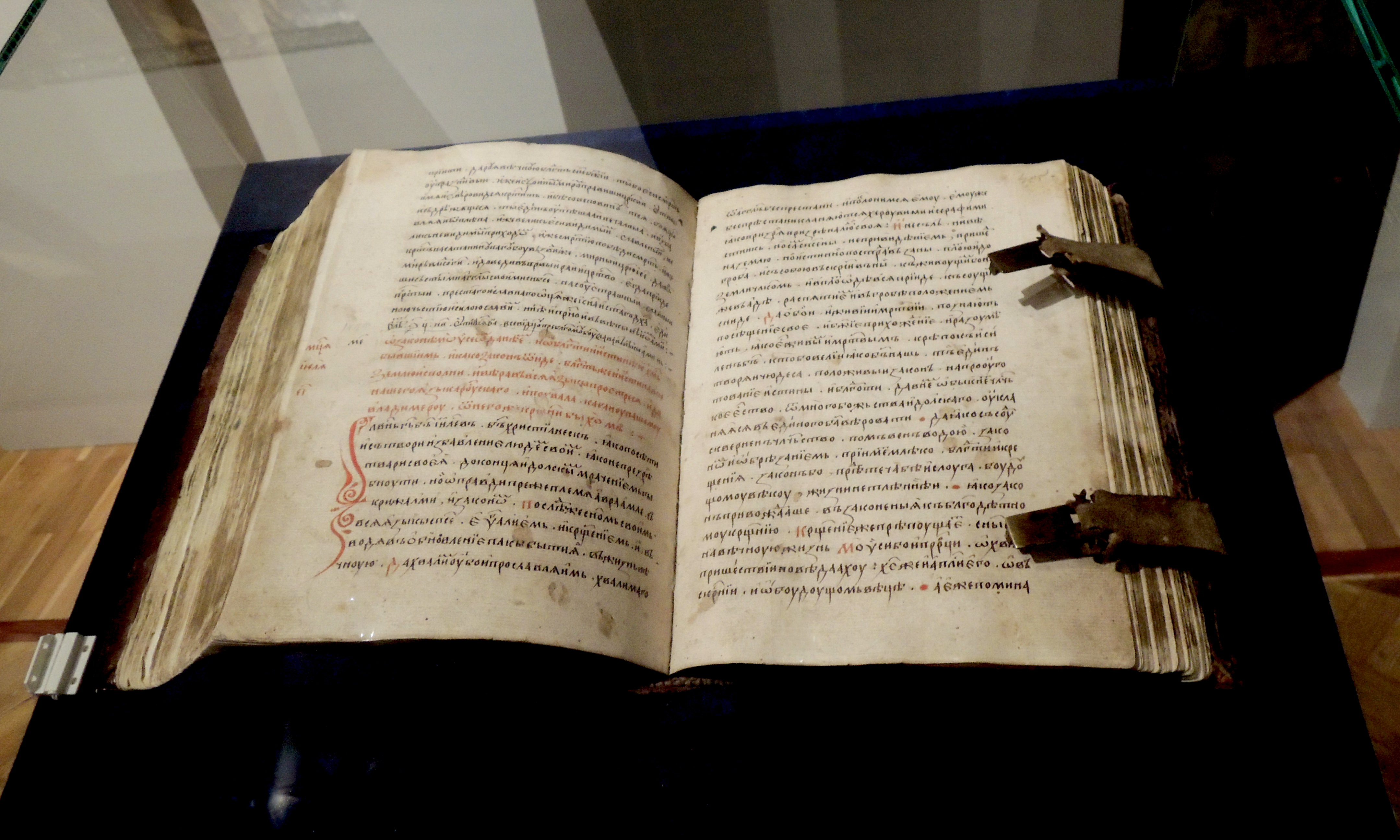
Торжественник зі «Словом». Перша половина XV ст.

- Іларіон Київський. — Слово про закон і благодать (оригінал старослов.)

- Іларіон Київський. — Слово про закон і благодать (переклад В. Крекотня)
- Іларіон Київський. — Слово про закон і благодать (переклад В. Яременка)

## Видання
- Молдован А. М. «Слово о законе и благодати» Илариона. К., 1984
- Акентьев К. К. «Слово о законе и благодати» Илариона Киевского: Древнейшая версия по списку ГИМ Син. 591. // Byzantinorossica, т. 3. СПб., 2005.